# Berger Kogel
Berger Kogel eller Bergerkogel är ett berg i Österrike. Det ligger i distriktet Lienz och förbundslandet Tyrolen, i den centrala delen av landet. Toppen på Berger Kogel är 2 656 meter över havet.
Toppen av Berger Kogel är kal och längre ner finns gräsmarker. På norra sidan finns en skyddszon för stenbock och gems. Vandringen upp till toppen beskrivs som måttlig svår och det behövs skor som passsar för bergsvandring.